# Parastronauta
Un parastronauta es una persona entrenada, equipada y desplegada por un programa de vuelos espaciales tripulados para cumplir con alguna misión creada por una agencia espacial y puede fungir como comandante o miembro de la tripulación a bordo de una nave espacial.
A diferencia de un astronauta, esta persona requiere de ciertos entrenamientos especiales debido a su condición en el cual deben cumplir parámetros específicos para desempeñar las actividades durante el vuelo espacial y con ello también desempeñar las obras y misiones espaciales encomendadas, por el que esta persona deberá contar con toda la seguridad posible para que no corra riesgo su vida.
Los parastronautas también son personas en el cual deben ser consideradas con sumo respeto por el que debido a su condición de carácter especial y a la vez han tenido que soportar con ciertas limitaciones y sobre todo con los constantes rechazos el cual son apoyados por sus pares astronautas.

## Historia
Los parastronautas en suma en un proyecto que se ha estado gestando desde el año 2009, cuando la Agencia Espacial Europea estaba planteando la posibilidad de reemplazar a su flota de astronautas con otras nuevas, por el que se concibió la idea de un parastroanuta, el cual esta persona debería contar con todas las herramientas, procedimientos y sobre todo un entrenamiento especial para que esta persona colabore con sus compañeros y sobre todo contar con un sistema organizado de trabajo en el que esta persona pueda adaptarse al ambiente del trabajo.

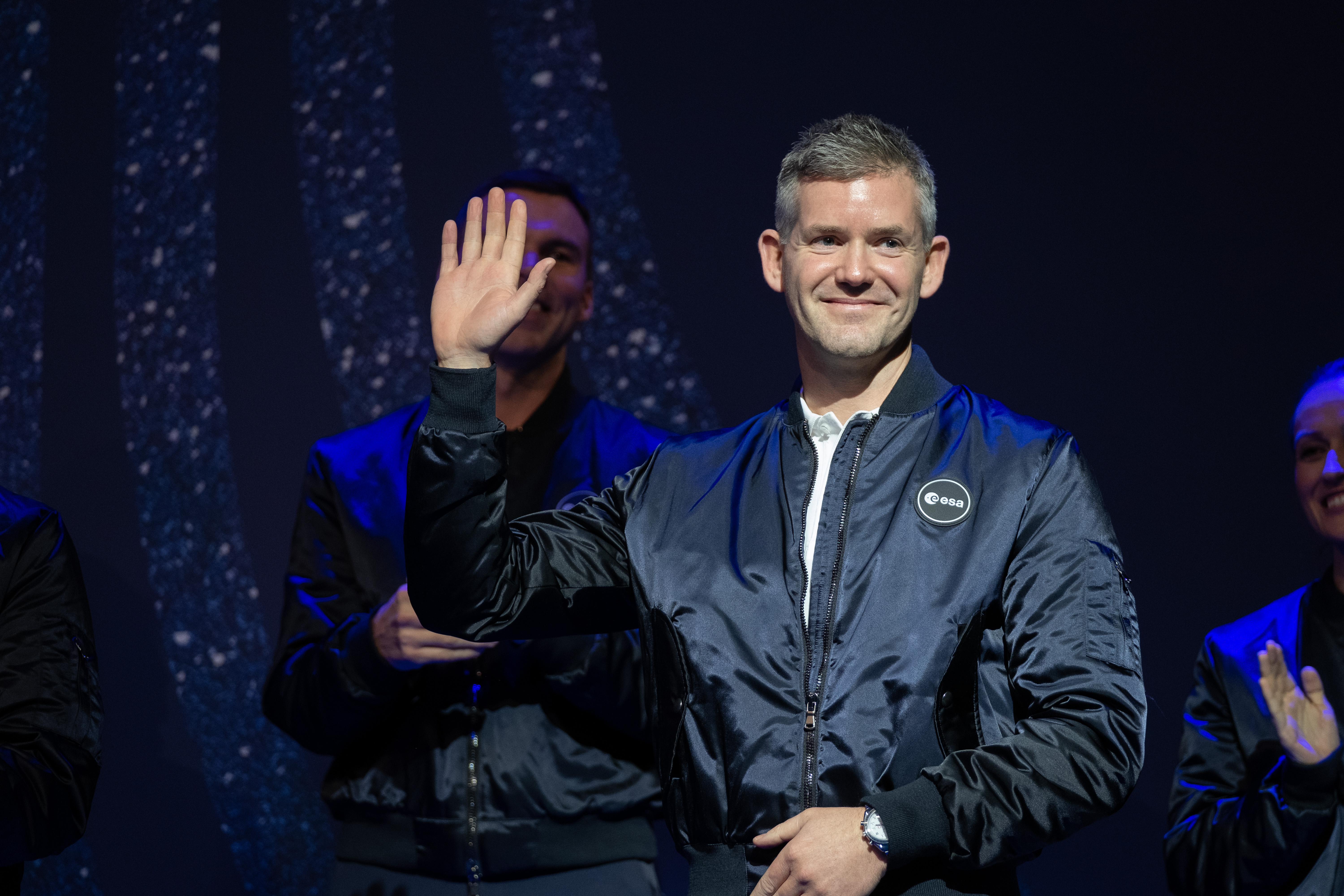
John McFall, la primera persona seleccionada para la primera misión espacial de la ESA

El 23 de noviembre del 2022, el atleta británico John McFall, fue seleccionado para la primera misión espacial de la ESA.